# زردان (بیرجند)
زردان یک منطقهٔ مسکونی در ایران است که در دهستان باقران واقع شده‌است.